# Les Bouchoux
Les Bouchoux é uma comuna francesa na região administrativa de Borgonha-Franco-Condado, no departamento de Jura. Estende-se por uma área de 21,71 km². Em 2010 a comuna tinha 322 habitantes (densidade: 14,8 hab./km²).